# NGC 460
NGC 460 je otvoreni skup u zviježđu Tukanu, u Malom Magellanovom oblaku. Pridružen je jednom području H II.

## Vanjske poveznice
- SEDS: NGC 0460